# Harry Snell
Harry Astric Snell, (Snäll enl Sveriges dödbok) född 7 oktober 1916 i Borås, Älvsborgs län, Västergötland, död där 8 maj 1985, svensk tävlingscyklist, amatörvärldsmästare på cykel 1948.
Harry Snell tävlade för "det gula stallet" (Crescent). Den 21 augusti 1948 vann han Amatör-VM-guld i landsvägsloppet i Valkenburg i Nederländerna, 1 minut och 48 sekunder före belgaren Liévin Lerno. Därefter marknadsfördes Crescentcykeln länge som "Världsmästarcykeln".
Snell vann tio individuella SM-titlar åren 1943-1950. Som skidåkare blev han Götalandsmästare på distansen 30 km 1942. 
Han tävlade för IK Ymer i Borås och drev också en cykelaffär i eget namn på Allégatan i samma stad.